# Глебовский, Георгий Николаевич
Гео́ргий Никола́евич Глебо́вский (4 апреля 1912, Санкт-Петербург, Российская империя — 20 января 1958, Москва, СССР) — советский металлург, инженер, директор Уральского завода тяжёлого машиностроения (Уралмашзавода) (1954—1958).

## Биография
Родился 4 апреля 1912 года в Санкт-Петербурге.
В 1934 окончил Уральский индустриальный институт, с присвоением квалификации «инженер-металлург».
В 1946 окончил Всесоюзную академию внешней торговли.
С 1934 — на Уральском заводе тяжёлого машиностроения (Уралмашзаводе).
В 1934—1954 — мастер, технолог, заместитель начальника, начальник термического цеха, главный металлург, заместитель главного инженера Уральского завода тяжёлого машиностроения (Уралмашзавода).
В 1954—1958 — директор Уральского завода тяжёлого машиностроения (Уралмашзавода).
Внёс большой вклад в освоение производства многих видов уникального оборудования для чёрной металлургии. В годы войны занимался отработкой принципиально новой технологии многорядной посадки в термические печи броневых деталей и закалки их пакетами, что позволило значительно увеличить производительность труда и обеспечить выполнение важнейших заданий Государственного Комитета Обороны.
Под его руководством был организован выпуск многих высокоэффективных образцов новой техники. В 1954 году была закончена поставка оборудования первого, полностью механизированного, толстолистового стана «2800». В 1955 году изготовлен первый реверсивный четырехвалковый стан «2800» для холодной прокатки тонких листов; в 1956 году — полунепрерывный стан «2900» для Индии и блюминг «825» для КНР; в 1957 году — блюминг «1150» и рельсобалочный стан для Индии, мощный гидравлический пресс усилием 30 тыс. т. Начат серийный выпуск буровых установок «3Д» и «4Э», которые благодаря удачной конструкции выпускались ещё три десятилетия.
Член ВКП(б) с 1940 года. Кандидат в члены ЦК КПСС (1956—1958). Делегат XX съезда КПСС.
Скончался 20 января 1958 года во время командировки в Москву. По воспоминаниям Н. И. Рыжкова, причиной ухода из жизни мог быть конфликт с партийным руководством, касавшийся создания совнархозов.

## Награды
- Орден Красной Звезды